# Station Neerlinter
Station Neerlinter is een voormalig spoorwegstation langs spoorlijn 22 (Tienen-Diest) in Neerlinter, een deelgemeente van de gemeente Linter.
Het station werd in 1894 geopend als stopplaats met benaming Neerlinter (Dorp). In 1902 werd de stopplaats opgewaardeerd tot halte en kreeg een stationsgebouw. In 1912 werd de benaming kortweg Neerlinter.
Hoewel de spoorlijn reeds in 1970 werd opgebroken, is het stationsgebouw mooi bewaard gebleven.
0,0: Tienen ·
3,3: Grimde ·
6,9: Oplinter ·
9,2: Neerlinter ·
11,4: Drieslinter ·
15,4: Budingen ·
18,9: Geetbets ·
25,0: Halen ·
27,2: Zelk ·
29,1: Webbekom ·
32,1: Diest